# JetBrains
JetBrains s.r.o. (dříve IntelliJ Software s.r.o.) je česká společnost vyvíjející software pro programátory a projektové manažery.
V roce 2020 měla společnost přes 1200 zaměstnanců v devíti pobočkách v Praze, Petrohradu, Moskvě, Mnichově, Bostonu, Marltonu, Foster City, Amsterdamu a Novosibirsku.
Společnost nabízí širokou rodinu vývojových prostředí pro programovací jazyky Java, Rust, Ruby, Python, PHP, SQL, Objective-C, C++, C#, Go a JavaScript.
V roce 2011 společnost představila nový programovací jazyk Kotlin, jenž běží nad Java Virtual Machine (JVM).

## Produkty

### Java a vývoj aplikací
- IntelliJ IDEA
- PhpStorm
- WebStorm
- PyCharm
- doprovodná produkce (doplňky a rozšíření, která jsou doporučena pro zvýšení produktivity při použití IntelliJ IDEA)

### Vývoj na Ruby a Ruby on Rails
- RubyMine

### Vývoj na .NET
- ReSharper
- Rider
- dotTrace
- dotCover

### Produkty pro práci v týmu
- TeamCity
- YouTrack
- Space

### Objektově orientované programování
- Meta Programming System

### Nástroje pro správu informací
- Omea Pro
- Omea Reader